# Marco Frigo
Marco Frigo (Bassano del Grappa, 2 de marzo de 2000) es un ciclista italiano que compite con el equipo Israel-Premier Tech.

## Biografía
En 2020 se unió al equipo continental neerlandés SEG Racing Academy.

## Palmarés
2021
- 1 etapa de la Ronde d'Isard

2022
- 1 etapa del Circuito de las Ardenas

2025
- 1 etapa del Tour de los Alpes

## Resultados en Grandes Vueltas
| Carrera | Carrera         | 2020 | 2021 | 2022 | 2023 | 2024 | 2025 |
| ------- | --------------- | ---- | ---- | ---- | ---- | ---- | ---- |
|         | Giro de Italia  | —    | —    | —    | 32.º | 44.º | 28.º |
|         | Tour de Francia | —    | —    | —    | —    | —    | —    |
|         | Vuelta a España | —    | —    | —    | —    | 53.º | —    |

—: no participa

Ab.: abandono

## Equipos
- SEG Racing Academy (2020-2021)
- Israel Cycling Academy (2022)
- Israel-Premier Tech (2023-)